# Ctenopelmatinae
Ctenopelmatinae sind eine artenreiche, weltweit verbreitete Unterfamilie der Schlupfwespen, die sowohl in gemäßigten Regionen als auch in den Tropen viele Arten umfasst. Weltweit sind etwa 1.350 Arten in ca. 105 Gattungen beschrieben, es gibt vermutlich noch viele unbeschriebene Arten und Gattungen. In Deutschland sind (Stand 2004) 389 Arten in 62 Gattungen bekannt, manche mit vielen Arten, zum Beispiel Hadrodactylus, Campodorus, Mesoleirus und Lathrolestes. Erst im Jahr 2022 wurde mit Campodorus paradiesensis eine neue Art der Ctenopelmatinae aus dem Norden Deutschlands beschrieben.
Ein älteres Synonym ist Scolobatinae.

## Morphologie
Die Ctenopelmatinae können sehr klein oder auch groß sein, mit einer Vorderflügellänge von 2,9 bis 22 mm. Das Gesicht oder die Stirn ist oft hell. Die Ctenopelmatinae können leicht mit Tryphoninae verwechselt werden (insbesondere bei den Männchen). Bei den Ctenopelmatinae ist die Körperoberfläche meist matt, bei den Tryphoninae meist glänzend. Am apikalen Ende der Tibia des Vorderbeines befindet sich bei den Ctenopelmatinae ein nach außen gerichteter Fortsatz, der je nach Art unterschiedlich groß und deutlich ist. Der Legebohrer ist eingekerbt oder nadelförmig, er ist meist kurz, etwa so lang wie das Metasoma. Der Clypeus ist recht flach, meistens breit und kurz, oft mit Borsten besetzt. Am Hinterbein befinden sich stets zwei tibiale Endsporne.

Mesoleius armillatorius

Die Arten können meist nur von Spezialisten bestimmt werden, oft muss Vergleichsmaterial oder sogar Typusmaterial verwendet werden.

## Lebensweise
Ctenopelmatinae sind Endoparasiten von Pflanzenwespen. Sie entwickeln sich in den Larven. Die Eiablage erfolgt in der Regel in mittlere Larvenstadien der Pflanzenwespen. Nur die Arten der Tribus Pionini legen mit ihrem sehr dünnen Legebohrer ihre Eier in das Wirtsei oder in sehr junge Larven. Die Wirtslarve wird erst getötet, wenn sie ausgewachsen ist und ihren Kokon zur Verpuppung gesponnen hat. Manche Wirte gelten als (Forst-)Schädlinge, für die die Schlupfwespen Gegenspieler darstellen.

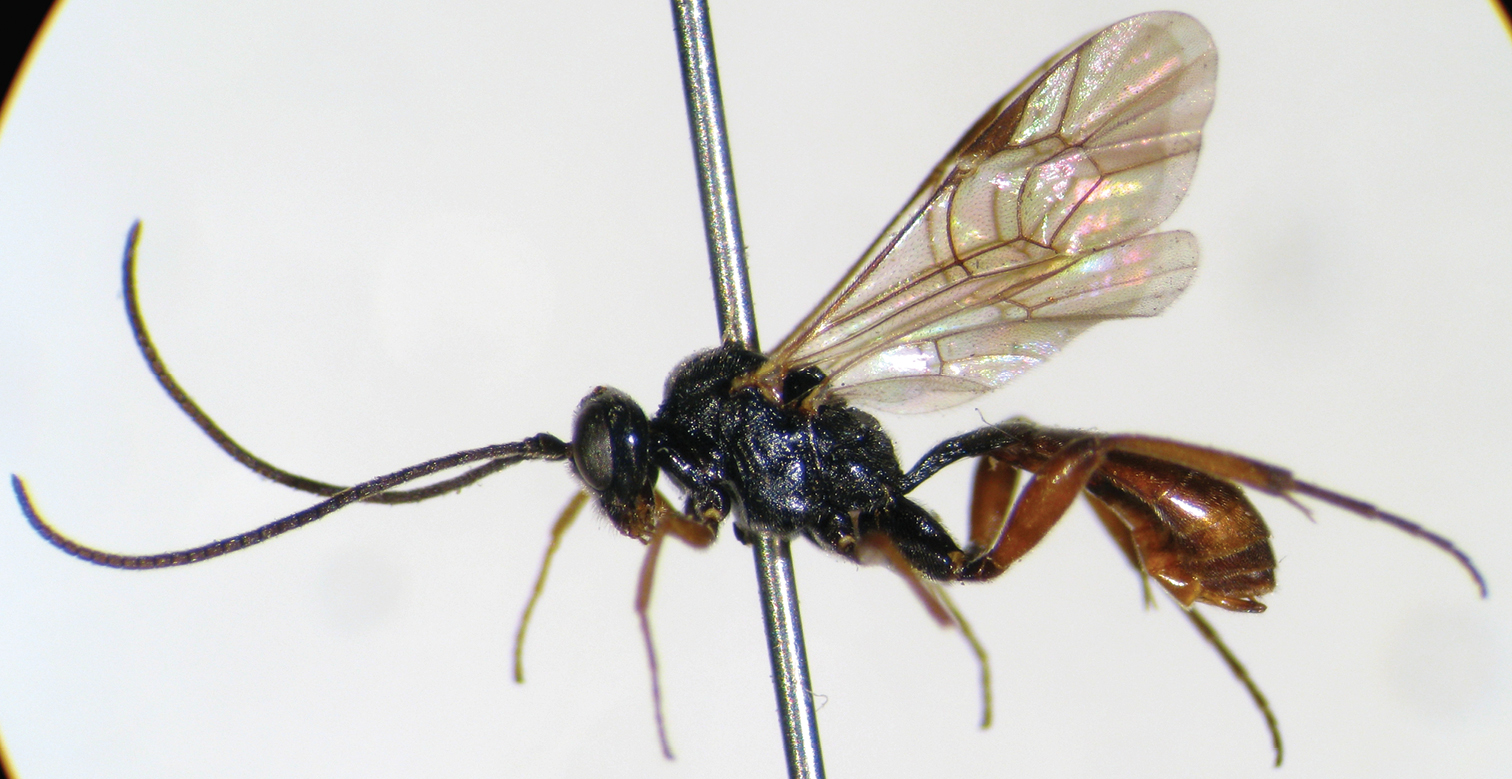
Syntactus delusor

Nur ausnahmsweise werden andere Wirte befallen. In Mitteleuropa befällt Lathrolestes clypeatus Trugmotten der Gattung Eriocrania, die in Blättern minieren.

## Systematik
Die Ctenopelmatinae werden mit 18 weiteren Unterfamilien zur Gruppe der Ophioniformes gezählt. Es ist unsicher ob sie monophyletisch sind, vermutlich sind sie paraphyletisch. Vielleicht sind sie mit den Mesochorinae und den Hybrizontinae näher verwandt.
Die Ctenopelmatinae gliedern sich in folgende Triben: Chirionotini (= Olethrodotini), Ctenopelmatini, Euryproctini, Mesoleiini, Perilissini, Pionini, Scolobatini, Seleucini (nur eine Gattung, Seleucus), Westwoodiini (fünf Gattungen, Australien).

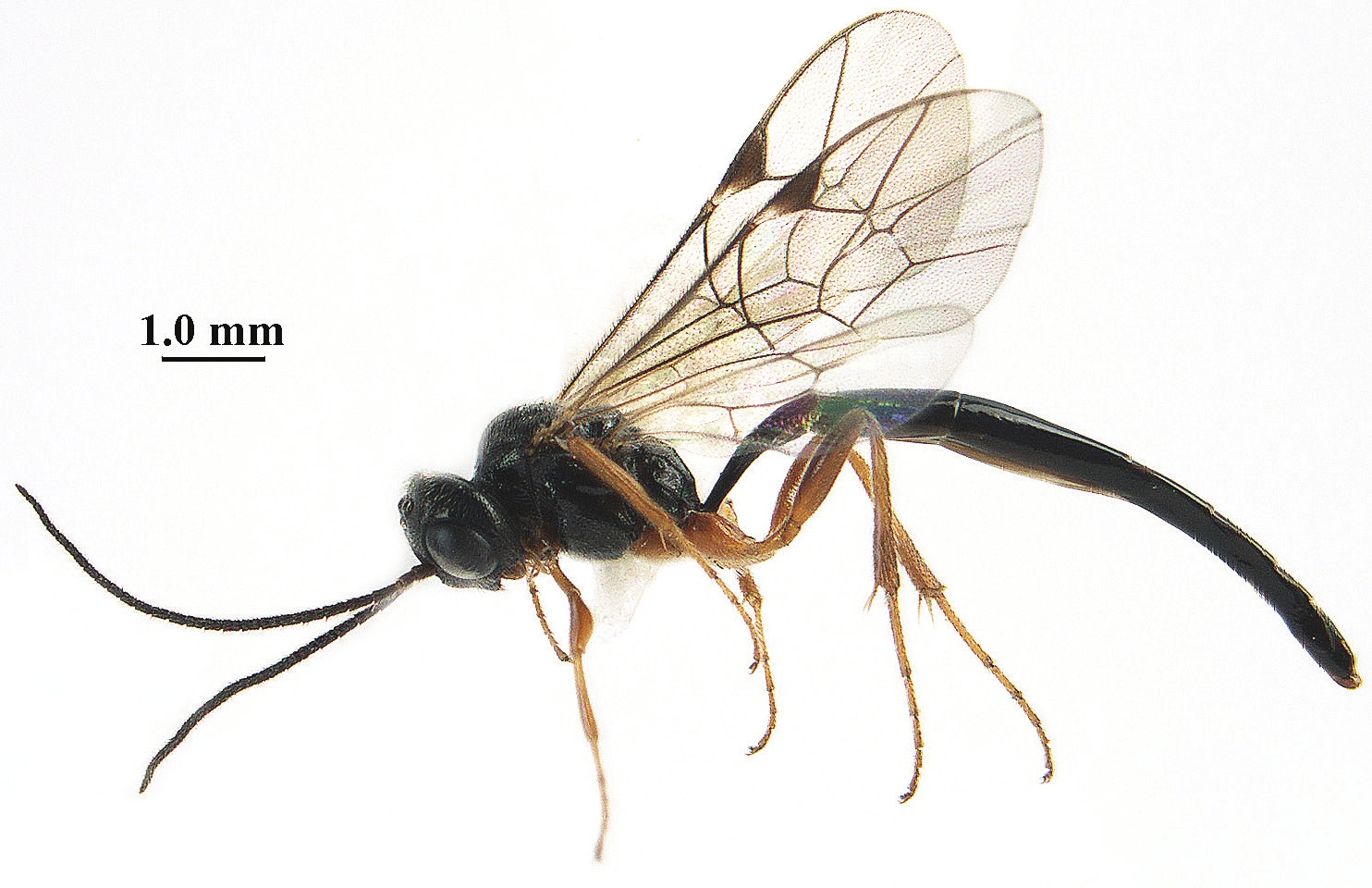
Seleucus cuneiformis, Weibchen aus Österreich, Plöckenstein

Die Gattung Seleucus wurde von Townes (1971) in die Unterfamilie Phrudinae gestellt, inzwischen aber wird sie als eigene Tribus, Seleucini, zu den Ctenopelmatinae gerechnet. Derzeit kennt man nur eine Art dieser Gattung: S. cuneiformis, die in Deutschland, Österreich, Tschechien und weiteren Ländern der Paläarktis vorkommt.
Die Tribus Scolobatini besteht aus nur 5 Gattungen, ist aber weltweit verbreitet. Die artenreichste Gattung der Tribus ist Physotarsus mit derzeit 32 Arten, vor allem aus der Neotropis.

## Einheimische Gattungen sowie eine Auswahl weiterer Gattungen
In Deutschland nachgewiesene Gattungen (Stand 2000, auch Anzahl der Arten in D nach)
Ctenopelmatini (31 Arten in D)
- Ctenopelma
- Homaspis
- Notopygus
- Xenoschesis (X. fulvicornis)

Euryproctini (73 Arten in D)
- Anisotacrus
- Euryproctus
- Gunomeria
- Hadrodactylus
- Hypamblys
- Hypsantyx
- Mesoleptidea
- Occapes
- Pantorhaestes
- Phobetes
- Syndipnus
- Synodites
- Synomelix
- Zemiophora

Mesoleiini (179 Arten in D)
- Alcochera
- Alexeter
- Anoncus
- Arbelus
- Azelus
- Barytarbes
- Campodorus
- Dentimachus
- Himerta
- Hyperbatus
- Lagarotis (L. debitor)
- Lamachus
- Mesoleius
- Otlophorus
- Perispuda
- Protarchus
- Rhinotorus
- Saotis
- Scopesis
- Seleucus
- Smicrolius

Chrionotini (=Olethrodotini) (1 Art in D)
- Olethrodotis (O. modesta)

Perilissini (45 Arten in D)
- Absyrtus
- Lathiponus
- Lathrolestes
- Lophyroplectus
- Oetophorus
- Opheltes
- Perilissus
- Priopoda
- Synoecetes
- Trematopygodes
- Zaplethocornia

Pionini (54 Arten in D)
- Asthenara
- Glyptorhaestus
- Hodostates
- Labrossyta
- Lethades
- Pion
- Rhaestus
- Rhorus
- Sympherta
- Syntactus
- Trematopygus

Scolobatini (3 Arten in D)
- Onarion
- Physotarsus (in Nord- und Südamerika)
- Scolobates